# Phomopsis dauci
Phomopsis dauci är en svampart som beskrevs av Arx 1951. Phomopsis dauci ingår i släktet Phomopsis och familjen Diaporthaceae.   Inga underarter finns listade i Catalogue of Life.